# Кесарю кесарево
Кесарю кесарево, а Божие Богу, церковносл. «Воздатите кесарева кесареви и божия богови», (греч. Ἀπόδοτε οὖν τὰ Καίσαρος Καίσαρι καὶ τὰ τοῦ Θεοῦ τῷ Θεῷ, лат. Quae sunt Caesaris Caesari et quae sunt Dei Deo) — новозаветная фраза, цитируемая обычно по апостолу Матфею (Матф. 22:21).
Как поговорка употребляется в значении «каждому своё, каждому — по заслугам».
В течение двух тысячелетий фраза широко использовалась для обоснования отношений между церковной и светской властью. Фраза стала предметом многочисленных интерпретаций и предположений, в каких именно ситуациях христианину должно признавать земную власть.

## Текст
Эпизод с «динарием кесаря» описан в трёх книгах Евангелия и относится к периоду проповеди Иисуса Христа в Иерусалиме.
Набирающего популярность молодого проповедника попытались скомпрометировать фарисеи. Как бы испытывая его мудрость, его спросили, нужно ли платить налоги цезарю (кесарю)? — болезненный вопрос для покорённой римлянами провинции Иудеи. Ответ «да» дискредитировал бы его перед патриотичными евреями, и вдобавок, оказался бы богохульством — ибо евреи считали себя богоизбранной нацией. Ответ «нет» можно было бы расценить как призыв к мятежу и использовать его для обвинения в восстании (за что Иисуса в итоге и осудили).
| Евангелие                          | Цитата |
| ---------------------------------- | --- |
| От Марка (Мк. 12:13-17)            | И посылают к Нему некоторых из фарисеев и иродиан, чтобы уловить Его в слове. Они же, придя, говорят Ему: Учитель! мы знаем, что Ты справедлив и не заботишься об угождении кому-либо, ибо не смотришь ни на какое лице, но истинно пути Божию учишь. Позволительно ли давать подать кесарю или нет? Давать ли нам или не давать? Но Он, зная их лицемерие, сказал им: что искушаете Меня? принесите Мне динарий, чтобы Мне видеть его. Они принесли. Тогда говорит им: чье это изображение и надпись? Они сказали Ему: кесаревы. Иисус сказал им в ответ: отдавайте кесарево кесарю, а Божие Богу. И дивились Ему.                                                                 |
| От Луки (Лк. 20:20-26)             | И, наблюдая за Ним, подослали лукавых людей, которые, притворившись благочестивыми, уловили бы Его в каком-либо слове, чтобы предать Его начальству и власти правителя. И они спросили Его: Учитель! мы знаем, что Ты правдиво говоришь и учишь и не смотришь на лице, но истинно пути Божию учишь; позволительно ли нам давать подать кесарю, или нет? Он же, уразумев лукавство их, сказал им: что вы Меня искушаете? Покажите Мне динарий: чьё на нём изображение и надпись? Они отвечали: кесаревы. Он сказал им: итак, отдавайте кесарево кесарю, а Божие Богу. И не могли уловить Его в слове перед народом, и, удивившись ответу Его, замолчали.                             |
| От Матфея (Мф. 22:15-22)           | Тогда фарисеи пошли и совещались, как бы уловить Его в словах. И посылают к Нему учеников своих с иродианами, говоря: Учитель! мы знаем, что Ты справедлив, и истинно пути Божию учишь, и не заботишься об угождении кому-либо, ибо не смотришь ни на какое лице; Итак скажи нам: как Тебе кажется? позволительно ли давать подать кесарю, или нет? Но Иисус, видя лукавство их, сказал: что̀ искушаете Меня, лицемеры? Покажите Мне монету, которою платится по̀дать. Они принесли Ему динарий. И говорит им: чье это изображение и надпись? Говорят Ему: кесаревы. Тогда говорит им: итак отдавайте кесарево кесарю, а Божие Богу. Услышав это, они удивились и, оставив Его, ушли. |
| От Иоанна                          | Эпизода нет. |
| Апокрифическое От Фомы (Фома, 104) | Иисусу показали золотой и сказали ему: Те, кто принадлежит Цезарю, требуют от нас подати. Он сказал им: Дайте Цезарю то, что принадлежит Цезарю, дайте Богу то, что принадлежит Богу, и то, что моё, дайте это мне! |

## Обстоятельства

### Монета
В оригинальном тексте употреблено слово δηνάριον (dēnarion). Традиционно принято считать, что это был римский динарий с изображением правившего тогда императора — Тиберия. Среди нумизматов тем самым «денарием кесаря» (tribute penny) принято считать монету с изображением Тиберия, надписью «Ti[berivs] Caesar Divi Avg[vsti] F[ilivs] Avgvstvs» (Тиберий Цезарь Август, сын Божественного Августа), и сидящей женщиной, возможно, Ливией в образе богини мира Пакс.
Однако, существует предположение, что денарии не ходили широко в Иудее того периода, и на самом деле той монетой могла быть антиохийская тетрадрахма (также с головой Тиберия, и Августом на обороте). Другая версия — денарий Августа с Гаем и Луцием на обороте, также возможно это был денарий Гая Юлия Цезаря, Марка Антония или Германика — так как монеты предыдущих правителей также могли оставаться в обороте.

### Восстания
Исследователь Библии У. Суортли указывает, что налог, называемый в Евангелиях, это конкретный налог — подушный, установленный в 6 г. н. э. по результатам переписи Квириния, проведённой незадолго до этого и вызвавшей большое недовольство среди иудеев. Восстание тогда поднял Иуда Галилеянин, оно было подавлено, однако его род и идеи сохранили значение среди партии зелотов даже несколько десятилетий спустя, в описываемый исторический момент.

## Поздние толкования
Для развития концепции также важны были строки апостола Павла (Римлянам, 13:1-7): «Всякая душа да будет покорна высшим властям, ибо нет власти не от Бога; существующие же власти от Бога установлены. Посему противящийся власти противится Божию установлению. А противящиеся сами навлекут на себя осуждение. Ибо начальствующие страшны не для добрых дел, но для злых. Хочешь ли не бояться власти? Делай добро, и получишь похвалу от неё, ибо [начальник] есть Божий слуга, тебе на добро. Если же делаешь зло, бойся, ибо он не напрасно носит меч: он Божий слуга, отмститель в наказание делающему злое. И потому надобно повиноваться не только из [страха] наказания, но и по совести. Для сего вы и подати платите, ибо они Божии служители, сим самым постоянно занятые. Итак отдавайте всякому должное: кому подать, подать; кому оброк, оброк; кому страх, страх; кому честь, честь». Это толковалось так — христиане обязаны повиноваться всем земным властям, поскольку они были поставлены Богом и неповиновение им приравнивается к неповиновению Богу.
Теологическая теория происхождения государства

## В искусстве
- Динарий кесаря (картина Тициана)
- «Колыбель для кошки». Курт Воннегут в своём изложении Боконизма даёт парафразу этих слов